# Castello di Zbaraž
Il castello di Zbaraž (in ucraino Збаразький замок?) è una struttura fortificata situata nel comune di Zbaraž, nella regione di Ternopil' in Ucraina.
Il castello risale al 1602 e la sua costruzione è attribuita ai due ultimi rappresentanti della famiglia Zbaraski, Krzysztof e Jerzy. L'edificio venne costruito sulle rovine del villaggio fortificato di Zbaraž distrutto dai Tatari ed era destinato ad essere la residenza della famiglia ma anche alla difesa dell'abitato.
Passò alla famiglia Wiśniowiecki che rafforzò la fortificazione rendendolo praticamente inespugnabile.
Al centro della struttura si trova un edificio centrale in stile rinascimentale un tempo circondato da mura protette da un profondo fossato, la struttura del castello era a pianta quadrata, le torri agli angoli furono successivamente trasformate in torri a pianta pentagonale attrezzate con possenti cannoni. Nel XVIII secolo il castello divenne proprietà di un magnate polacco.
L'edificio ha subito gravi danni durante le due guerre mondiali.